# Mateo Barać
Mateo Barać (* 20. Juli 1994 in Sinj) ist ein kroatischer Fußballspieler.

## Karriere

### Verein
Barać begann seine Karriere beim NK Junak Sinj. Zwischen 2012 und 2013 spielte er für Hajduk Split, ehe er zu Junak Sinj zurückkehrte. Zur Saison 2014/15 wechselte er zum Schweizer Zweitligisten FC Wohlen. Nachdem er allerdings keine Arbeitserlaubnis erhalten hatte, verließ er die Schweizer im August 2014 wieder.
Daraufhin kehrte er nach Kroatien zurück, wo er sich dem Zweitligisten NK Hrvatski dragovoljac anschloss. Nach drei Spielen für den Verein wechselte er in der Winterpause der Saison 2014/15 zum Drittligisten HNK Šibenik. Mit Šibenik konnte er zu Saisonende in die 2. HNL aufsteigen.
Zur Saison 2016/17 wechselte Barać zum Erstligisten NK Osijek. Sein Debüt in der 1. HNL gab er im Juli 2016, als er am ersten Spieltag jener Saison gegen den NK Istra 1961 in der Startelf stand. Seinen ersten Treffer in Kroatiens höchster Spielklasse erzielte er im April 2017 bei einer 2:1-Niederlage gegen Dinamo Zagreb. Zu Saisonende hatte er 24 Einsätze in der 1. HNL zu Buche stehen, in denen er einen Treffer erzielen konnte. In der darauffolgenden Saison kam er in 26 Ligapartien zum Einsatz.
Im Juli 2018 wechselte er nach Österreich zum SK Rapid Wien, bei dem er einen bis Juni 2021 laufenden Vertrag erhielt. In drei Spielzeiten bei Rapid kam er zu insgesamt 57 Einsätzen in der Bundesliga, zudem spielte er einmal für die Zweitmannschaft in der 2. Liga. Nach der Saison 2020/21 verließ er Rapid und wechselte nach Russland zum FK Sotschi.
In seinem ersten Halbjahr in Sotschi kam er zu zehn Einsätzen in der Premjer-Liga. Im Februar 2022 wechselte er leihweise zum Ligakonkurrenten Krylja Sowetow Samara. Für Samara spielte er bis Saisonende sechsmal. Im Mai 2022 wurde er anschließend fest von Samara verpflichtet. In der Saison 2022/23 kam er bis zur Winterpause zu acht Einsätzen. Im Januar 2023 wurde Barać nach Belgien an den KV Ostende verliehen. Barać bestritt sechs von elf möglichen Ligaspielen für Ostende. Zur Saison 2023/24 kehrte er wieder nach Samara zurück.
Dort kam er bis zur Winterpause zu weiteren sechs Einsätzen. Im Februar 2024 wechselte Barać nach Kasachstan zum FK Aqtöbe und gewann dort mit dem nationalen Pokalsieg den ersten Titel seiner Karriere. Im Finale besiegte man den Ligarivalen FK Atyrau mit 2:1, Barać wurde dabei in der 82. Minute eingewechselt.

### Nationalmannschaft
Barać debütierte am 11. Januar 2017 für die kroatische A-Nationalmannschaft, als er in einem Testspiel gegen Chile (1:1) in der Startelf stand. Dies blieb in der Folge jedoch sein einziges Länderspiel.

## Erfolge
- Kasachischer Pokalsieger: 2024